# Kazimierz Serocki
Kazimierz Serocki (uttalas Serotski), född 3 mars 1922 i Toruń, död 9 januari 1981 i Warszawa, var en polsk tonsättare. 

## Levnad
Serocki började sitt liv som boxare, men kom allt mer att inrikta sig på musik, först som pianist och senare som tonsättare. Han studerade komposition under Kazimierz Sikorski och piano under Stanisław Szpinalski vid den statliga musikhögskolan i Łódź och tog examen 1946. Han fortsatte i Paris, där han studerade komposition under Nadia Boulanger och piano under Lazare Lévy, före sin examen 1947–48. Mellan 1946 och 1951 framträdde Serocki flera gånger som konsertpianist i Polen och utomlands, men under resten av sin karriär var han uteslutande kompositör. Serockis produktion är koncentrerad till två sfärer: orkestermusik och vokala stycken satta till noga utvalda polska texter.
Serocki grundade, tillsammans med Tadeusz Baird den årligen återkommande "Warsaw Autumn international contemporary music festival". Med Baird och Jan Krenz bildade han kompositörsföreningen Group 49. Han var vice ordförande i den centrala administrationen för polska kompositörers fackförening från 1954–55. Han mottag ett flertal polska och utländska utmärkelser, bland andra flera statliga priser – exempelvis för musiken till filmen Young Chopin 1952. Serocki mottog också pris vid Unescos tävling 1959, för sin Sinfonietta samt kulturministerns pris 1963 för sina samlade verk. 

## Verkförteckning

### Kammarmusik
- Svit för 4 tromboner (1953)
- Continuum Sextet för slagverksinstrument (1966)
- Swinging Music för klarinett, trombon, cello eller kontrabas och piano (1970)
- Fantasmagoria för piano och slagverk (1971)
- Arrangemang för 1–4 blockflöjter (1975–76)

### Orkestermusik och solokonserter
- Tre melodier från Kurpie för 6 sopraner, 6 tenorer och kammarorkester (1949)
- Romantisk Konsert för piano och orkester (1950)
- Symfoni nr 1 (1952)
- Symfoni nr 2 (Sångsymfonin) för sopran, baryton, kör och orkester (1953)
- Konsert för trombon och orkester (1953)
- Sonatina för trombon och orkester (1954)
- Sinfonietta per due orchestre d'archi (1956)
- Nattens hjärta, sångsvit för baryton och orkester (1956)
- Eyes of the Air, sångsvit för sopran och orkester (1957)
- Musica concertante (1958)
- Episoder för stråkar och 3 slagverksgrupper (1959)
- Segmenti (1961)
- Symfoniska fresker (1964)
- Niobe, tonsatta utdrag från en dikt av Konstanty I. (1966)
- Gałczyński för 2 recitatörer (man och kvinna), blandad kör och orkester (1966)
- Forte e piano, musik för två pianon och orkester (1967)
- Poem, till text av Tadeusz Różewicz för sopran och kammarorkester (1969)
- Dramatic Story (1970)
- Fantasia elegiaca för orgel och orkester (1972)
- Impromptu fantastique för orkester (1973)
- Concerto alla cadenza per flauto a becco e orchestra (1974)
- Ad libitum för symfoniorkester (1973–77)
- Pianophonie (1976–78)

### Soloverk
- Preludiesvit (1952)
- Brownies, 7 små stycken för barn (1953)
- Sonata (1955)
- A piacere, suggessioner för piano (1963)
- Sonatina för trombon och piano (1954)
- Dans för klarinett och piano (1955)

### Röst och piano
- Heart of the Night, sångsvit för baryton och piano (1956)
- Eyes of the Air, sångsvit för sopran och piano (1957)

### Fyrstämmig, blandad kör
- Sånger i Midsommarnatt, svit med folklig text (1954)
- Svit från Opole i Silesia, folklig text (1954)